# Yancy Gates
Yancy Gates, né le 15 octobre 1989, à Cincinnati, en Ohio, est un joueur américain de basket-ball. Il évolue au poste de pivot.